# Jack McGrath
 Jack McGrath  fou un pilot estatunidenc de curses automobilístiques nascut el 8 d'octubre del 1919 a Los Angeles, Califòrnia.
McGrath va córrer a la Champ Car a les temporades 1948-1955 incloent-hi la cursa de les 500 milles d'Indianapolis d'aquests anys (fent la pole el 1954).
Jack McGrath va morir el 6 de novembre del 1955 disputant una cursa a Phoenix, Arizona.

## Resultats a la Indy 500
| Any    | Cotxe  | Sortida | Vel. mitja | Ranking | Final  | Voltes | V. líder | Retirat        |
| ------ | ------ | ------- | ---------- | ------- | ------ | ------ | -------- | -------------- |
| 1948   | 52     | 13      | 124.580    | 16      | 21     | 70     | 0        | Motor          |
| 1949   | 33     | 3       | 128.884    | 8       | 26     | 39     | 0        | Bomba de l'oli |
| 1950   | 49     | 6       | 131.868    | 10      | 14     | 131    | 0        | Virolla        |
| 1951   | 9      | 3       | 134.303    | 8       | 3      | 200    | 11       | Va acabar      |
| 1952   | 4      | 3       | 136.664    | 5       | 11     | 200    | 6        | Va acabar      |
| 1953   | 5      | 3       | 136.602    | 13      | 5      | 200    | 0        | Va acabar      |
| 1954   | 2      | 1       | 141.033    | 1       | 3      | 200    | 47       | Va acabar      |
| 1955   | 3      | 3       | 142.580    | 1       | 26     | 54     | 6        | Magneto        |
| Totals | Totals | Totals  | Totals     | Totals  | Totals | 1094   | 70       |                |

| Curses       | 8  |
| Poles        | 1  |
| Voltes líder | 70 |
| Victòries    | 0  |
| Top 5        | 3  |
| Top 10       | 3  |
| Retirades    | 4  |

## A la F1
El Gran Premi d'Indianapolis 500 va formar part del calendari del campionat del món de la Fórmula 1 entre les temporades 1950 a la 1960.
Els pilots que competien a la Indy durant aquests anys també eren comptabilitats pel campionat de la F1.
Jack McGrath va participar en 4 curses de F1, debutant al Gran Premi d'Indianapolis 500 del 1950.

### Palmarès a la F1
- Participacions: 6
- Poles: 1
- Voltes Ràpides: 1
- Victòries: 0
- Pòdiums: 2
- Punts vàlids per la F1: 9